# دوروثي ديتزر
دوروثي ديتزر
كانت دوروثي ديتزر (1 ديسمبر، 1893، فورت واين، إنديانا - 7 يناير، 1981، مونتيري، كاليفورنيا) السكرتيرة التنفيذية القومية للرابطة النسائية الدولية للسلام والحرية للولايات المتحدة على مدى اثنين وعشرين عامًا (1924-1946).

## سيرة حياتها

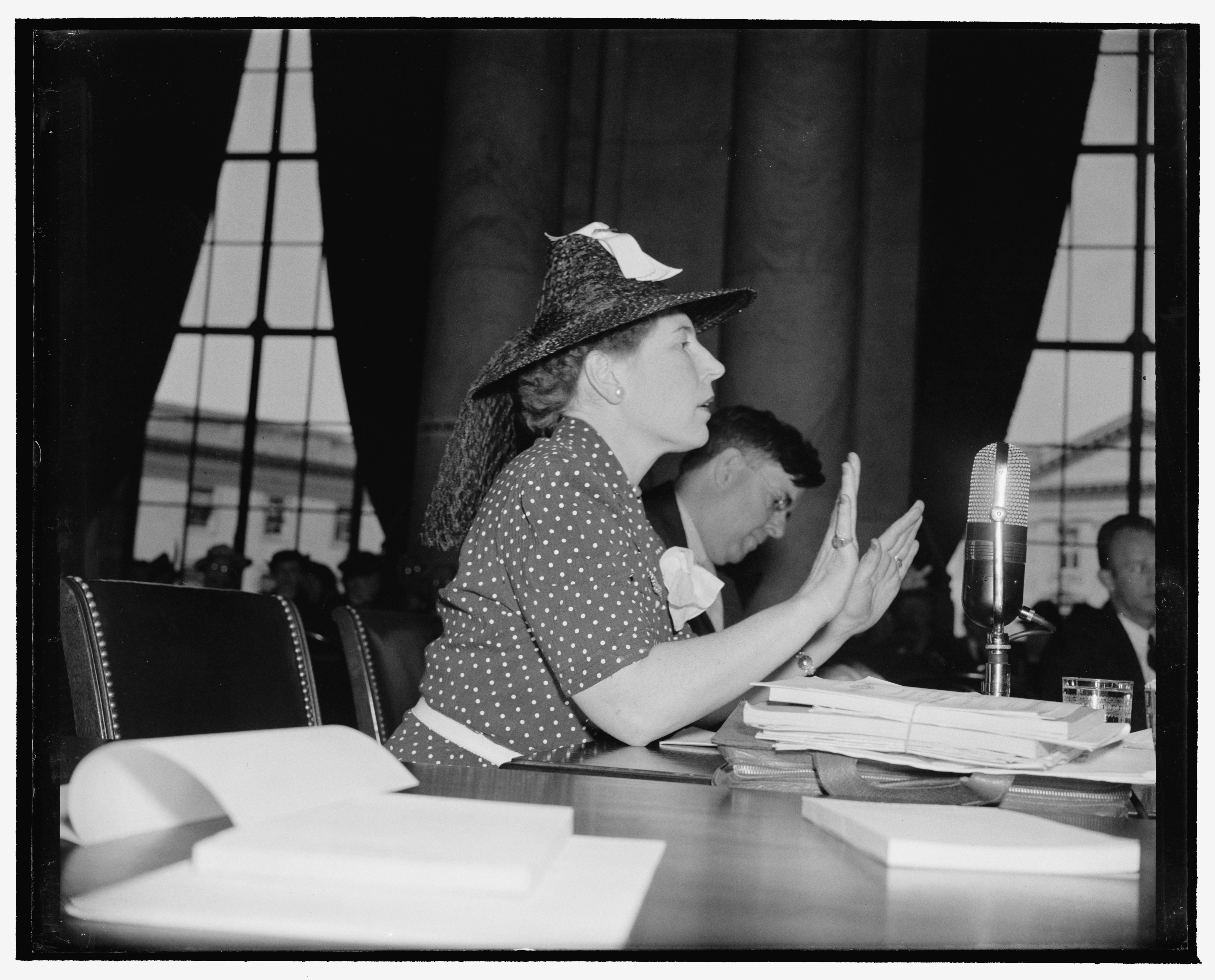
دوروثي ديتزر تدعم مشروع قانون NYE-Clark-Bone بشأن المساعدات الحيادية، وترفض مقترح بيتمان في واشنطن العاصمة، 4 مايو. وكانت دوروثي ديتزر تمثل الرابطة النسائية الدولية للسلام والحرية

بعد تخرجها من المدرسة الثانوية، قررت ديتزر التخلي عن الدراسة التقليدية الجامعية، واختارت بدلًا من ذلك السفر إلى الشرق الأقصى والعيش لمدة من الزمن في الفيليبين. بعد عودتها إلى الولايات المتحدة، ذهبت للعيش في هول هاوس، إذ التحقت بمدرسة شيكاغو للتربية الوطنية والإنسانية بينما كانت تعمل ضابطًا في جمعية حماية الأحداث.
أمضت عامًا في النمسا، في نهاية الحرب العالمية الأولى، تقوم فيه بأعمال الإغاثة لصالح اللجنة الأمريكية لخدمة الأصدقاء (إيه إف إس سي). عملت لاحقًا سنتين في روسيا مديرةً لأعمال الإغاثة في وادي فولغا. رؤية ديتزر لويلات الحرب ومعاناتها من خسارة أخيها التوأم دون، الذي تسمم بالغاز أثناء الحرب العالمية الأولى وتوفي بسبب مرض مترقٍ ببطء، جعلتها تقتنع أن العمل الاجتماعي لم يكن كافيًا وأنها أرادت أن تنشط بالعمل لأجل قضايا سلمية. بعد عودتها إلى الولايات المتحدة في عام 1924، تولت ديتزر السكرتارية القومية لرابطة النساء الدولية للسلام والحرية، فرع الولايات المتحدة.
أيدت ديتزر بدء العديد من الأبحاث التشريعية، لاسيما البحث الذي بدأه السيناتور جيرالد بّي ناي عن صناعة الذخيرة بين عامي (1933-1936). كان لها دور في تركيز الاهتمام على استغلال البلدان الأفريقية، وخصوصًا إثيوبيا وليبيريا، من خلال الامتيازات التجارية للولايات المتحدة، ومُنحت نيشان الإنسانية للخلاص الأفريقي من قبل الحكومة الليبرالية في عام 1933 على جهودها هذه. ضمنت أيضًا تعيين امرأة (هي ماري وولي) في وفد الولايات المتحدة إلى مؤتمر جنيف لنزع السلاح (1932)، وعملت من أجل الاعتراف بروسيا عضوًا في أسرة الأمم، والحرية لكوبا من التدخل الأمريكي، ودعت إلى الحيادية مع اقتراب الولايات المتحدة من الحرب العالمية الثانية.
سُجلت أحداث العقدين في واشنطن في كتابها «موعد على التل (1948)» الذي كُتب في السنة التالية لاستقالتها من منصبها في رابطة النساء الدولية للحرية والسلام. تزوجت من لودويل ديني، صحفي، في عام 1954 وأمضت السنوات العديدة اللاحقة تعمل مراسلةً أجنبية حرةً. قبل وفاة زوجها بفترة قصيرة في عام 1970، غادرت عائلة ديني واشنطن العاصمة واتجهت إلى الساحل الغربي، بقيت دوروثي ديتزر ديني في مونتيري، كاليفورنيا، حتى وفاتها.